# L'Infortune
L'Infortune est un roman de François Sureau paru le 28 août 1990 aux éditions Gallimard et ayant reçu le Grand prix du roman de l'Académie française l'année suivante.

## Éditions
- L'Infortune, éditions Gallimard, 1990  (ISBN 2-07-072073-X).